# Biellese
Biellese là một giống cừu bản địa lớn ở tỉnh Biella, ở Piedmont ở phía tây bắc Ý, từ đó hình thành tên của nó. Nó cũng có thể được gọi là Razza d'Ivrea, theo tên thị trấn Ivrea, hoặc là Piemontese Alpina. Biellese là một trong mười bảy giống cừu Ý tự chế biến, trong đó một cuốn cẩm nang phả hệ được lưu giữ bởi Associazione Nazionale della Pastorizia, hiệp hội chăn nuôi cừu quốc gia Ý.

## Lịch sử
Nguồn gốc của giống Biellese đến nay vẫn chưa rõ. Vào đầu thế kỷ XX, nó được coi là một loại phụ của giống cừu Bergamasca; những người khác không chia sẻ quan điểm này. Dẫn xuất nhiều báo cáo về nó, với giống Bergamasca và các giống cừu Alpine khác, từ cừu Sudan là một giả thuyết được công bố vào năm 1886 trong Traité de zootechnie của André Sanson; giả thuyết này không có nền tảng trong khoa học. Loài này rất nhiều trong khu vực Biella; năm 1942 con số ước tính là 40.000. Giống như nhiều giống cừu Ý khác, số lượng giống này giảm mạnh sau Thế chiến thứ hai. Tuy nhiên, sự quan tâm đến giống cừu này đã hồi sinh trong những năm 1960; giống này đã được chính thức công nhận vào năm 1985 bởi Bộ trưởng Bộ Nông Lâm nghiệp Ý, và một cuốn sách cá thể giống được thành lập vào năm 1986. Đến năm 1994 có hơn 50.000 con cừu này, trong đó 1900 con được đăng ký trong cuốn sách. Vào cuối năm 2013, tổng số đăng ký là 1016, không có điều tra gần đây về số cừu giống này chưa đăng ký.